# Timothy J. Jansen
Timothy J. Jansen (* 1. November 1964 in St. Louis/Missouri) ist ein US-amerikanischer Komponist, Organist, Pianist und Musikpädagoge.
Jansen studierte Musik am New England Conservatory of Music und am St. Louis Conservatory and School for the Arts. Zu seinen Lehrern zählten Jane Allen, Daniel Schene, John Ditto, James David Christe, Daniel Pinkham und William Partridge. Er ist Mitglied der American Guild of Organists, für die er Konzerte und Workshops gab und Meisterklassen u. a. mit Simon Preston und Olivier Latry veranstaltete. Er tritt als Pianist und Organist auf und spielte bei Konzerten u. a. in der Sheldon Concert Hall und der Kathedrale von Christ Church Werke wie Samuel Barbers Piano Sonata und César Francks Grande pièce symphonique.
Als Komponist trat Jansen mit kirchenmusikalischen Werken wie A Psalm for Christmas, Psalm 104 und dem Canticle: Revelations 15:34 hervor, einem Werk das anlässlich des Papstbesuches 1999 in der Kathedrale von St. Louis uraufgeführt wurde. Er ist Musikdirektor an der St. Norbert Church in Florissant.

## Quelle
- Alliance Publications, Inc. - J - Jansen, Timothy J.

| Personendaten    | Personendaten                                                    |
| ---------------- | ---------------------------------------------------------------- |
| NAME             | Jansen, Timothy J.                                               |
| KURZBESCHREIBUNG | US-amerikanischer Komponist, Organist, Pianist und Musikpädagoge |
| GEBURTSDATUM     | 1. November 1964                                                 |
| GEBURTSORT       | St. Louis                                                        |